# Universal Soldier: Regeneration
Universal Soldier: Regeneration è un film del 2009 diretto da John Hyams, terzo capitolo della saga iniziata nel 1992 con I nuovi eroi e proseguita nel 1999 con Universal Soldier - The Return. Il film ha avuto un seguito, Universal Soldier - Il giorno del giudizio (Universal Soldier: Day of Reckoning), regia di John Hyams (2012).
Il film vede protagonisti Jean-Claude Van Damme e Dolph Lundgren che riprenderanno gli stessi ruoli del primo capitolo.

## Trama
All'uscita dal Museo nazionale ucraino "Černobyl'" i due figli del Primo ministro Musaev vengono rapiti dai ribelli al soldo del terrorista nazionale Topov. Durante la sparatoria che ne consegue solo uno dei ribelli sopravvive, nonostante venga colpito più volte in punti vitali: si tratta di un NGU, uno Unisol di nuova generazione, sottratto misteriosamente ai laboratori governativi. Lo Unisol porta i due ragazzi a Černobyl' dove Topov spiega che negozierà il rilascio dei giovani solo a patto che vengano rilasciati tutti i criminali di guerra appartenenti al suo schieramento entro 72 ore, altrimenti non solo ucciderà i figli del presidente, ma innescherà anche una bomba che causerà una nuova esplosione a Černobyl' con conseguenze devastanti. Per porre rimedio ai danni messi in atto dalla propria creatura il SOCOM americano invia a Černobyl' un contingente di soldati coadiuvati da quattro Unisol di prima generazione per abbattere lo NGU e disinnescare la bomba. Purtroppo il nuovo Unisol si rivela un avversario troppo forte ed elimina facilmente i suoi avversari. Per questo il dottor Porter e il colonnello Coby (gli uomini a capo dell'operazione) decidono di rivolgersi all'unico in grado di salvare il salvabile: Luc Deveraux. Il vecchio Unisol, che sta cercando di ritrovare la sua umanità con la psicoterapia viene strappato dalla sua nuova vita per tornare a combattere ed uccidere. Attrezzato con tecnologia ed armi all'avanguardia e potenziato con una dose massiccia di stimolatori muscolari (gli stessi di cui aveva fatto uso GR-13 nel primo film) parte per completare la sua missione. Arrivato a Černobyl' si fa largo dei ribelli avanzando verso le cariche. All'interno della centrale il capitano Burke, operativo MARSOC, trova i due ragazzi e cerca di portarli fuori ma viene sorpreso da NGU 7 che dopo un breve combattimento lo elimina. Intanto Luc, all'interno della centrale, si ritrova faccia a faccia con la sua vecchia nemesi, il sergente pazzo Scott, clonato dal dottor Colin con lo scopo di uccidere Topov. A causa della sua psicosi però Scott riesce ad evadere dal controllo di Colin e lo uccide in un impeto di rabbia. Scott cerca di ricordare Luc ma i suoi ricordi sono distorti. Per proteggere i ragazzi Luc si impegna in un duro combattimento con Scott riuscendo per la seconda volta ad uccidere il suo vecchio nemico. Mentre stanno per lasciare la centrale i tre vengono attaccati da NGU 7. Nonostante gli stimolatori muscolari Luc è inferiore al suo nemico, ma riesce comunque a sconfiggerlo facendolo disintegrare dalle stesse cariche che avrebbero dovuto causare la nuova esplosione di Černobyl'. All'arrivo dei soccorsi però Luc, rifiutando un futuro da assassino e schiavo, scappa da Černobyl' salutato dai due ragazzi ai quali aveva salvato la vita.

## Distribuzione
È uscito nelle sale italiane il 4 giugno 2010.